# Андреевич, Давид
Дави́д Андрее́вич (укр. Давид Андреєвич; годы рождения и смерти — неизвестны) — украинский поэт первой половины XVII века.
Был монахом монастыря Василия Великого и, вероятно, учителем Луцкой братской школы. В 1628 году издал в Луцке, в типографии Павла Домжив-Лютковича-Тёлки, поэтический «Лямент по святобливе зошлом… ІоаннЂ Васильєвичу, прєзвитери… братства Луцького…». Произведение «Лямент» предназначалось для декламации во время похорон пресвитера Иоанна Васильевича, среди декламаторов был и сам поэт.